# NASCAR Grand National de 1970
A Temporada da NASCAR Grand National de 1970 foi a 22º edição da Nascar, com 48 etapas disputadas o campeão foi Bobby Isaac.

## Calendário
| N. | Data   | Corrida                  | Circuito                             | Campeão           | Segundo          | Terceiro          |
| 1  | 18-jan | Motor Trend 500          | Riverside International Raceway      | A.J. Foyt         | Roger McCluskey  | LeeRoy Yarbrough  |
| 2  | 19-feb | Daytona 500 Qualifier #1 | Daytona International Speedway       | Cale Yarborough   | Bobby Isaac      | LeeRoy Yarbrough  |
| 3  | 19-feb | Daytona 500 Qualifier #2 | Daytona International Speedway       | Charlie Glotzbach | Buddy Baker      | Bobby Allison     |
| 4  | 22-feb | Daytona 500              | Daytona International Speedway       | Pete Hamilton     | David Pearson    | Bobby Allison     |
| 5  | 1-mrt  | Richmond 500             | Richmond International Raceway       | James Hylton      | Richard Petty    | Elmo Langley      |
| 6  | 8-mrt  | Carolina 500             | Rockingham Speedway                  | Richard Petty     | Cale Yarborough  | Dick Brooks       |
| 7  | 15-mrt | Savannah 200             | Savannah Speedway                    | Richard Petty     | Bobby Isaac      | James Hylton      |
| 8  | 29-mrt | Atlanta 500              | Atlanta Motor Speedway               | Bobby Allison     | Cale Yarborough  | Pete Hamilton     |
| 9  | 5-apr  | Southeastern 400         | Bristol Motor Speedway               | Donnie Allison    | Bobby Allison    | Cale Yarborough   |
| 10 | 12-apr | Alabama 500              | Talladega Superspeedway              | Pete Hamilton     | Bobby Isaac      | David Pearson     |
| 11 | 18-apr | Gwyn Staley 400          | North Wilkesboro Speedway            | Richard Petty     | Bobby Isaac      | LeeRoy Yarbrough  |
| 12 | 30-apr | Columbia 200             | Columbia Speedway                    | Richard Petty     | Bobby Allison    | Bobby Isaac       |
| 13 | 9-mei  | Rebel 400                | Darlington Raceway                   | David Pearson     | Dick Brooks      | Bobby Isaac       |
| 14 | 15-mei | Beltsville 300           | Beltsville Speedway                  | Bobby Isaac       | James Hylton     | Bobby Allison     |
| 15 | 18-mei | Tidewater 300            | Langley Field Speedway               | Bobby Isaac       | Bobby Allison    | Neil Castles      |
| 16 | 24-mei | World 600                | Charlotte Motor Speedway             | Donnie Allison    | Cale Yarborough  | Benny Parsons     |
| 17 | 28-mei | Maryville 200            | Smoky Mountain Raceway               | Bobby Isaac       | James Hylton     | Neil Castles      |
| 18 | 31-mei | Virginia 500             | Martinsville Speedway                | Bobby Isaac       | Bobby Allison    | Cale Yarborough   |
| 19 | 7-jun  | Motor State 400          | Michigan International Speedway      | Cale Yarborough   | Pete Hamilton    | David Pearson     |
| 20 | 14-jun | Falstaff 400             | Riverside International Raceway      | Richard Petty     | Bobby Allison    | James Hylton      |
| 21 | 20-jun | Hickory 276              | Hickory Motor Speedway               | Bobby Isaac       | Dick Brooks      | Dave Marcis       |
| 22 | 26-jun | Kingsport 300            | Kingsport Speedway                   | Richard Petty     | James Hylton     | Dave Marcis       |
| 23 | 27-jun | Greenville 200           | Greenville-Pickens Speedway          | Bobby Isaac       | Bobby Allison    | Dick Brooks       |
| 24 | 4-jul  | Firecracker 400          | Daytona International Speedway       | Donnie Allison    | Buddy Baker      | Bobby Allison     |
| 25 | 7-jul  | Albany-Saratoga 250      | Albany-Saratoga Speedway             | Richard Petty     | Bobby Allison    | Dave Marcis       |
| 26 | 9-jul  | Thompson 200             | Thompson Speedway                    | Bobby Isaac       | Richard Petty    | Benny Parsons     |
| 27 | 12-jul | Schaefer 300             | Trenton Speedway                     | Richard Petty     | Bobby Allison    | Charlie Glotzbach |
| 28 | 19-jul | Volunteer 500            | Bristol Motor Speedway               | Bobby Allison     | LeeRoy Yarbrough | Bobby Isaac       |
| 29 | 24-jul | East Tennessee 200       | Smoky Mountain Raceway               | Richard Petty     | Bobby Isaac      | Dick Brooks       |
| 30 | 25-jul | Nashville 420            | Music City Motorplex                 | Bobby Isaac       | Bobby Allison    | Neil Castles      |
| 31 | 2-aug  | Dixie 500                | Atlanta Motor Speedway               | Richard Petty     | Cale Yarborough  | LeeRoy Yarbrough  |
| 32 | 6-aug  | Sandlapper 200           | Columbia Speedway                    | Bobby Isaac       | Richard Petty    | Bobby Allison     |
| 33 | 11-aug | West Virginia 300        | West Virginia International Speedway | Richard Petty     | James Hylton     | Neil Castles      |
| 34 | 16-aug | Yankee 400               | Michigan International Speedway      | Charlie Glotzbach | Bobby Allison    | Dick Brooks       |
| 35 | 23-aug | Talladega 500            | Talladega Superspeedway              | Pete Hamilton     | Bobby Isaac      | Charlie Glotzbach |
| 36 | 28-aug | Myers Brothers 250       | Bowman Gray Stadium                  | Richard Petty     | Bobby Allison    | Bobby Isaac       |
| 37 | 29-aug | Halifax County 100       | South Boston Speedway                | Richard Petty     | Bobby Isaac      | Bobby Allison     |
| 38 | 7-sep  | Southern 500             | Darlington Raceway                   | Buddy Baker       | Bobby Isaac      | Pete Hamilton     |
| 39 | 11-sep | Buddy Shuman 276         | Hickory Motor Speedway               | Bobby Isaac       | Richard Petty    | Bobby Allison     |
| 40 | 13-sep | Capital City 500         | Richmond International Raceway       | Richard Petty     | Bobby Allison    | Donnie Allison    |
| 41 | 20-sep | Mason-Dixon 300          | Dover International Speedway         | Richard Petty     | Bobby Allison    | Charlie Glotzbach |
| 42 | 30-sep | Home State 200           | North Carolina State Fairgrounds1    | Richard Petty     | Neil Castles     | Bobby Isaac       |
| 43 | 4-okt  | Wilkes 400               | North Wilkesboro Speedway            | Bobby Isaac       | Richard Petty    | Donnie Allison    |
| 44 | 11-okt | National 500             | Charlotte Motor Speedway             | LeeRoy Yarbrough  | Bobby Allison    | Fred Lorenzen     |
| 45 | 18-okt | Old Dominion 500         | Martinsville Speedway                | Richard Petty     | Bobby Allison    | Cale Yarborough   |
| 46 | 8-nov  | Georgia 500              | Middle Georgia Raceway               | Richard Petty     | Bobby Isaac      | Dick Brooks       |
| 47 | 15-nov | American 500             | Rockingham Speedway                  | Cale Yarborough   | David Pearson    | Bobby Allison     |
| 48 | 22-nov | Tidewater 300            | Langley Field Speedway               | Bobby Allison     | Benny Parsons    | Pete Hamilton     |

- 1 Er werd in 1955, 1969 en 1970 een race gehouden op de North Carolina State Fairgrounds in Raleigh, de hoofdstad van North Carolina.

## Classificação final - Top 10
| 1  | Bobby Isaac   | 3911 |
| 2  | Bobby Allison | 3860 |
| 3  | James Hylton  | 3788 |
| 4  | Richard Petty | 3447 |
| 5  | Neil Castles  | 3158 |
| 6  | Elmo Langley  | 3154 |
| 7  | Jabe Thomas   | 3120 |
| 8  | Benny Parsons | 2993 |
| 9  | Dave Marcis   | 2820 |
| 10 | Frank Warren  | 2697 |